# Thyene australis
Thyene australis là một loài nhện trong họ Salticidae.
Loài này thuộc chi Thyene. Thyene australis được Elizabeth Maria Gifford Peckham & George William Peckham miêu tả năm 1903.